# 堀内優美
堀内 優美（ほりうち ゆみ、1973年2月17日 - ）は日本のタレント・ライター。兵庫県洲本市出身。昭和プロダクション所属。血液型AB型。

## 経歴
主にリポーター、キャスターなどの声の仕事をしているが、数々の雑誌のコラムを連載するなど執筆にも力を入れる。

## 主な連載
- 当世おんな心（デイリースポーツ）
- 美人リポーター堀内優美の特選グルメ（日刊ゲンダイ）
- 朝日新聞デジタル
- 関西ウォーカー
- 月刊カラオケファン
- オンリーメルセデス

## 過去に担当した番組
- おめざめ天気(関西テレビ）
- 赤丸急上昇(ABCテレビ）
- 甲子園ハイライト(ABCラジオ）
- めざせ甲子園！地方大会速報(ABCラジオ）
- 田渕岩夫の得ダネ！てれび(KBS京都)